# Логунова Анастасія Юріївна
Анастасія Юріївна Логунова нар. (20 липня 1990 , Москва ) — російська баскетболістка, яка виступає за клуб «Надія». Срібна призерка Олімпійських ігор в Токіо в баскетболі 3×3.

## Спортивна кар'єра
Анастасія народилася 20 липня 1990 року. До 2008 року виступала в складі команди «Москва». В її складі стала фіналісткою Кубок Європи 2008 року. Після розформування «Москви» перейшла до московського «Динамо».
У 2010 році Анастасія у складі збірної Росії у віці не старше 20 років виграла чемпіонат Європи. При цьому вона була визнана найціннішим гравцем турніру і увійшла до символічної збірної Європи.
У сезоні 2011/12 року стала бронзовим призером чемпіонату Росії в складі «Надії». У 2012 році перейшла до «Вологди-Чевакати».
А в 2013 році вона стала срібним призером Універсіади в Казані.
У травні 2015 року з'явилося повідомлення про її перехід до бельгійського клубу «Касторс Брен». У лютому 2016 року підписала контракт з «Динамо» (Курськ).

## Досягнення
- Срібний призер літніх Олімпійських ігор 2020 року : Баскетбол 3 × 3[3]
- Чемпіон Євроліги : 2017
- Чемпіон Європи з баскетболу 3 × 3 до: 2014
- Срібний призер чемпіонату Росії : 2017
- Бронзовий призер чемпіонату Росії : 2016

### Виступи на Олімпіадах
| Олімпіада  | Дисципліна    | Місце |
| ---------- | ------------- | ----- |
| Токіо 2020 | Баскетбол 3×3 | 2     |